# Restio eleocharis
Restio eleocharis är en gräsväxtart som beskrevs av Christian Gottfried Daniel Nees von Esenbeck och Maxwell Tylden Masters. Restio eleocharis ingår i släktet Restio och familjen Restionaceae. Inga underarter finns listade i Catalogue of Life.